# Джейдън Коул
Джейдън Коул (на английски: Jayden Cole) е американска порнографска актриса и екзотична танцьорка, родена на 9 октомври 1985 г. в град Хънтингтън Бийч, щата Калифорния, САЩ.
Най-напред снима фотосесия за списание „Плейбой“, след което се насочва към порнографската индустрия. През 2009 г. участва в първия си порнофилм.

## Награди
- 2009: Twistys момиче на месец октомври.[4]
- 2009: Пентхаус любимка за месец декември.[5]
- 2012: Exotic Dancer награда за Мис Exotic Dancer.com.[6]